# Cartelă

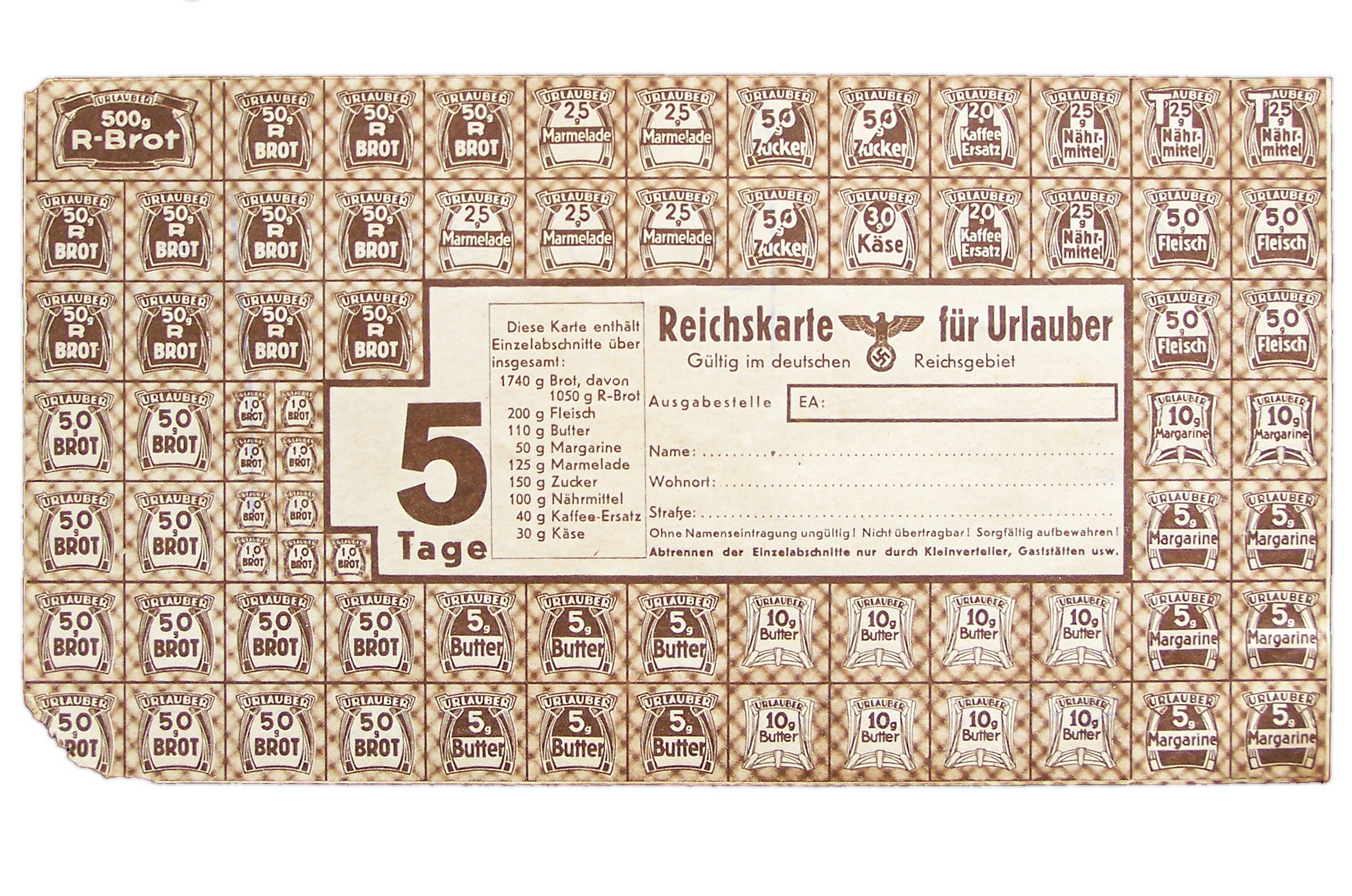
Cartelă germană pentru un soldat în permisie în timpul celui de Al Doilea Război Mondial (pentru 5 zile). Cartela prevedea 1740 g de pâine, din care 1050 g neagră, 200 g de carne, 110 g de unt, 50 g de margarină, 125 g de marmeladă, 150 g de zahăr, 100 g de alți nutrienți, 40 g de surogat de cafea și 30 g de brânză

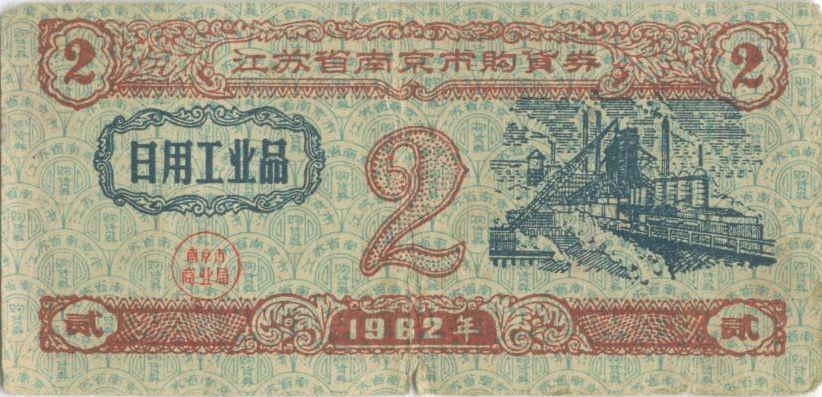
Bon zilnic în valoare de 2 yuani pentru produse industriale, Nanjing, China, 1962

O cartelă, tichet sau bon este un document emis de un guvern pentru a permite titularului să obțină alimente sau alte mărfuri care sunt deficitare în timpul unui război sau în alte situații de urgență când este în vigoare raționalizarea. Cartelele au fost utilizate pe scară largă în timpul celui de Al Doilea Război Mondial de ambele părți, după ce ostilitățile au provocat întreruperea aprovizionării normale cu bunuri. Au fost folosite și după sfârșitul războiului până ce economiile beligeranților au revenit la normal. Cartelele au fost folosite și pentru a controla cantitatea de alimente pe care o persoană o putea deține la un moment dat. Asta pentru ca o persoană să nu aibă mai multă mâncare decât alta.
Cartelele se prezintă sub forma unui carnet, a unei hârtii sau a unui carton cu bonuri detașabile, imprimate și numerotate. La cumpărarea produselor, bonurile detașabile sunt reținute de vânzător și servesc la justificare față de autoritatea emitentă.
Bonurile sunt documente de folosință unică. De obicei au durată de valabilitate limitată pentru a împiedica acumularea.

## India
În India raționalizarea a început în timpul celui de Al Doilea Război Mondial. O cartelă permite gospodăriilor să achiziționeze cereale alimentare, zahăr și petrol, puternic subvenționate, de la magazinul local în cadrul Sistemului Public de Distribuție (în engleză Public Distribution System – PDS).
Există două tipuri de cartele:
- Cartelele de prioritate (care înlocuiesc vechile cartele de tip „peste limita de sărăcie”, respectiv „sub limita de sărăcie” după adoptarea Legii Naționale privind Securitatea Alimentară (în engleză National Food Security Act) în 2013)
- Cartelele Antyodaya Anna Yojana (AAY), acordate „celor mai săraci dintre săraci”.

## Marea Britanie

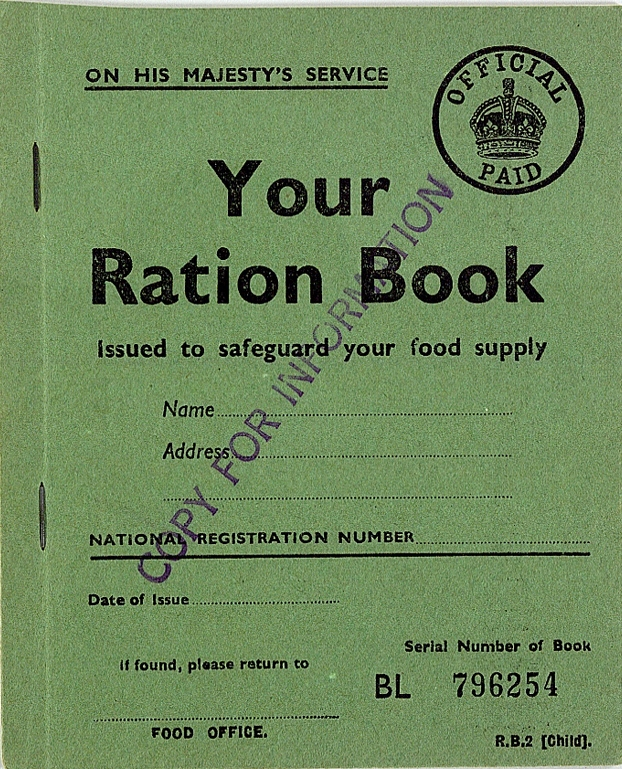
Cartelă pentru copii din Marea Britanie în timpul celui de Al Doilea Război Mondial

Cartelele de raționalizare au fost larg răspândite în Marea Britanie în timpul celui de Al Doilea Război Mondial și a continuat mult după sfârșitul războiului. Însă rațiile erau stabilite științific, cu alimente variate, astfel că efectul a fost o creștere semnificativă a sănătății publice. Raționarea combustibilului nu s-a încheiat decât în 1950.

## Polonia

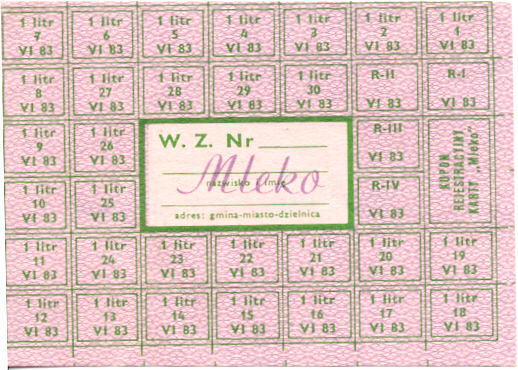
Cartelă poloneză pentru lapte între 1981 și 1983.

Cartelele au fost folosite în Republica Populară Polonă în două perioade: aprilie 1952 – ianuarie 1953 și august 1976 – iulie 1989. Pentru a cumpăra alimente peste cantitatea raționalizată, prețul plătit era de 2,5 ori mai mare.

## Statele Unite

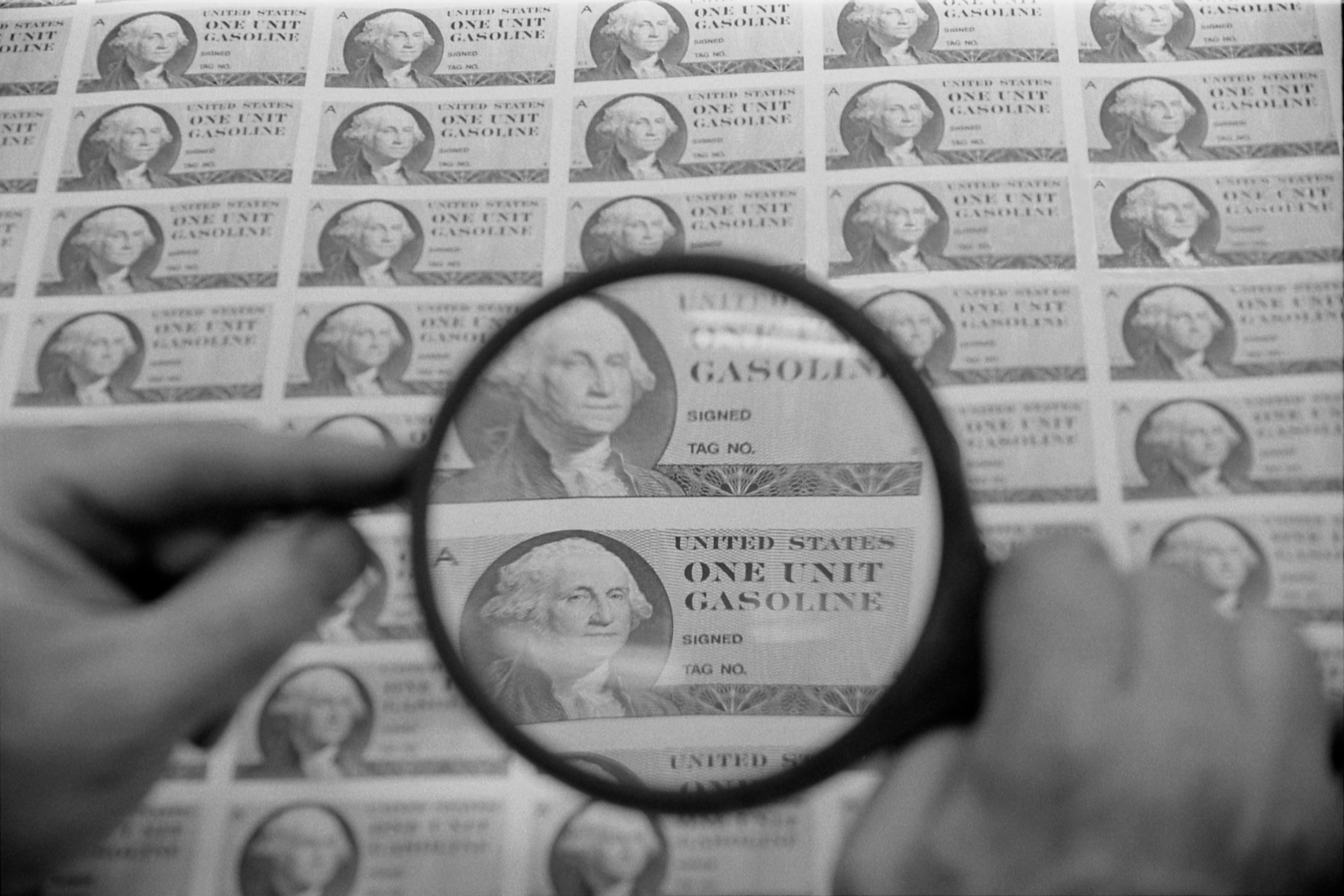
Cartelă pentru benzină în Statele Unite tipărită, dar nefolosită în timpul crizei petrolului din 1973

În Statele Unite raționalizarea s-a folosit în Al Doilea Război Mondial.
Fondurile guvernamentale acordate persoanelor afectate de sărăcie prin Programul Suplimentar de Asistență Nutrițională (în engleză Supplemental Nutrition Assistance Program) sunt adesea denumite în mod colocvial „cartele de alimente”. Totuși situația acestor „cartele de alimente” diferă de cartelele utilizate la raționalizare în timpul războiului deoarece alimentele pot fi achiziționate în Statele Unite pe piața obișnuită și fără utilizarea cartelelor.

## Imagini de cartele

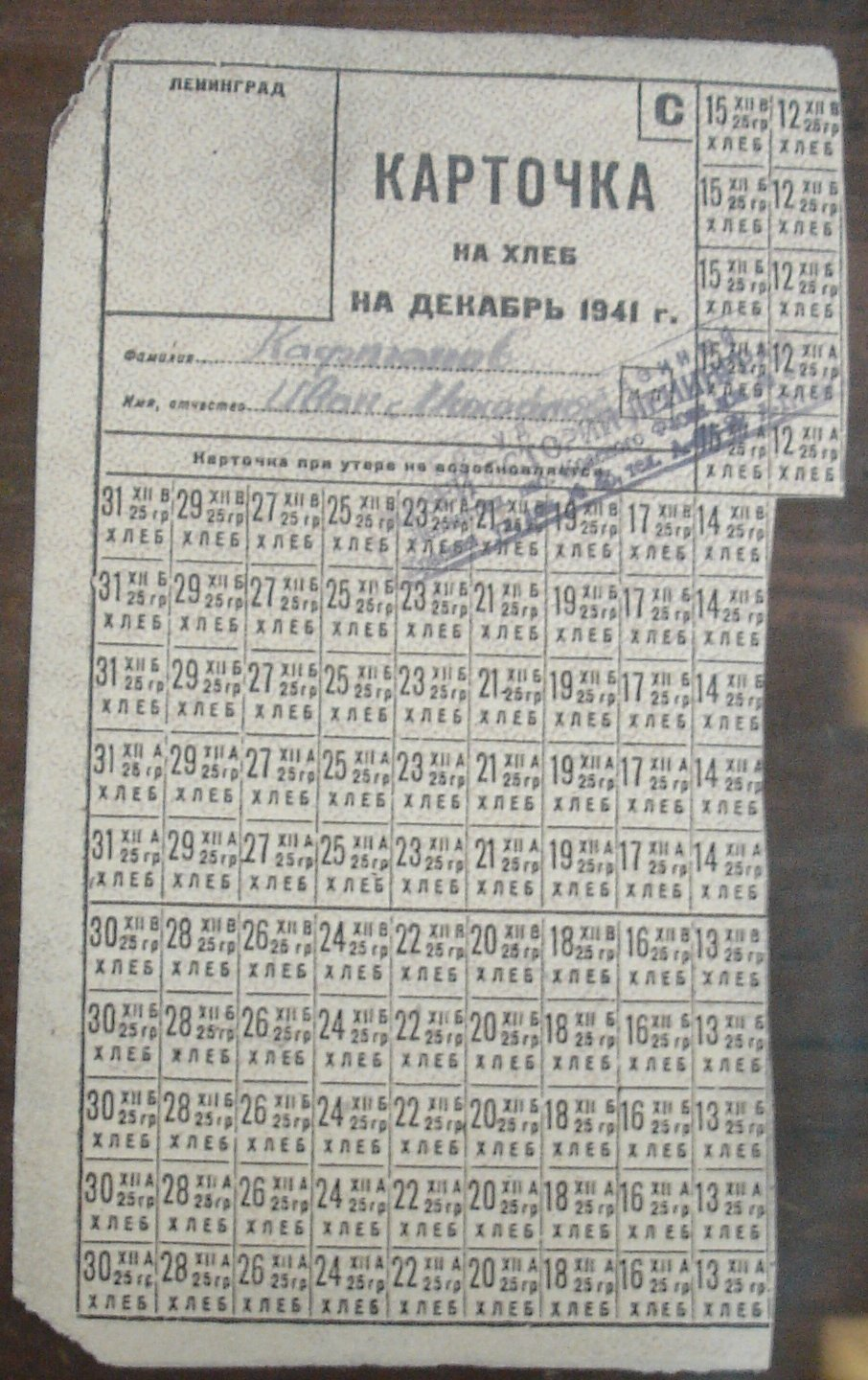
Cartelă de pâine din timpul asediului Leningradului
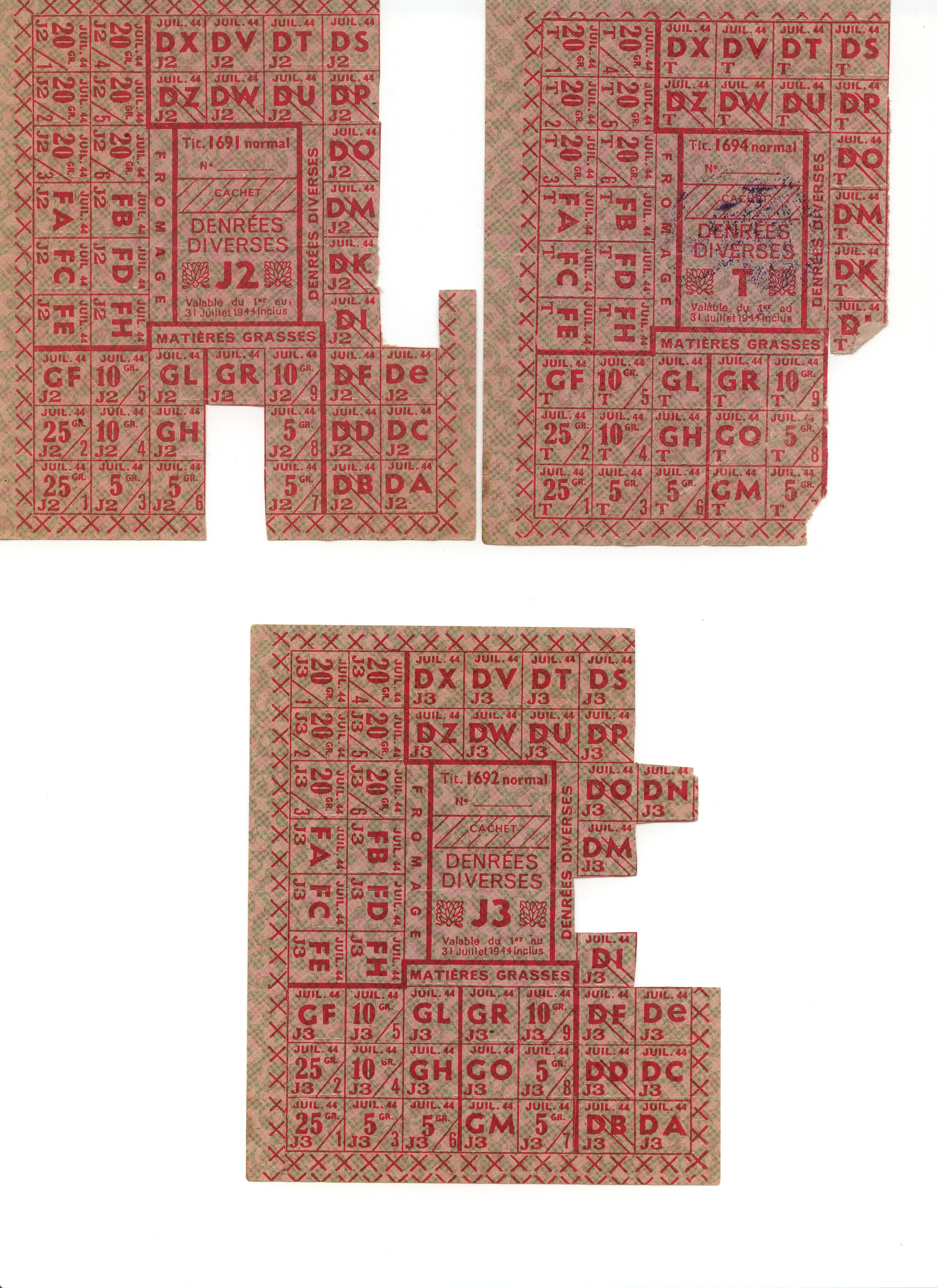
Cartele franceze, iulie 1944
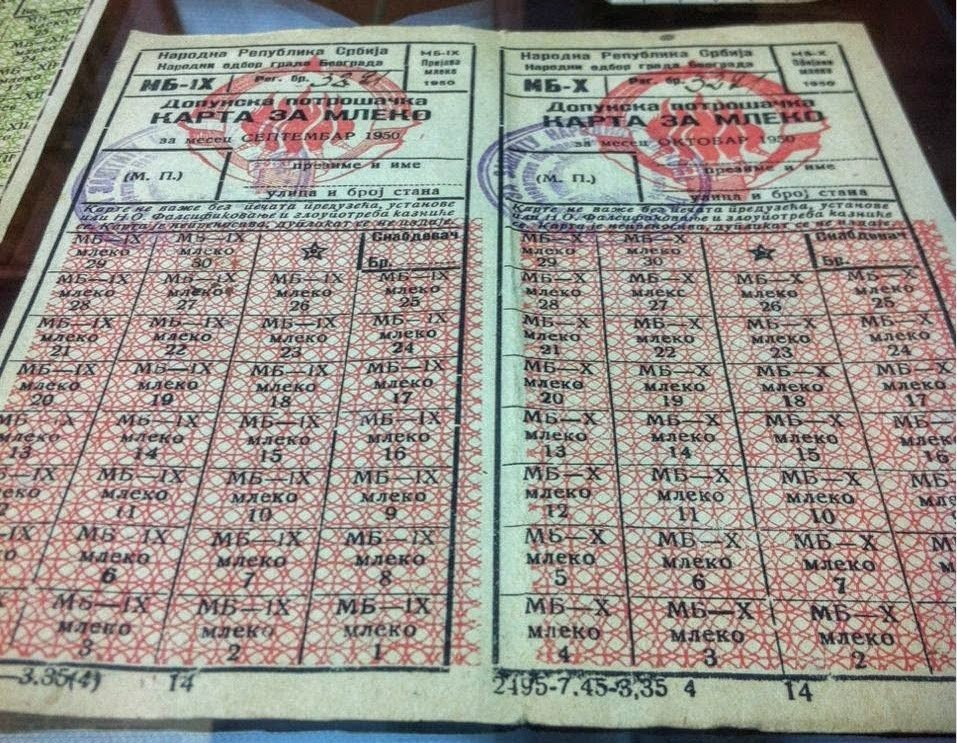
Cartelă pentru lapte, Iugoslavia, 1950
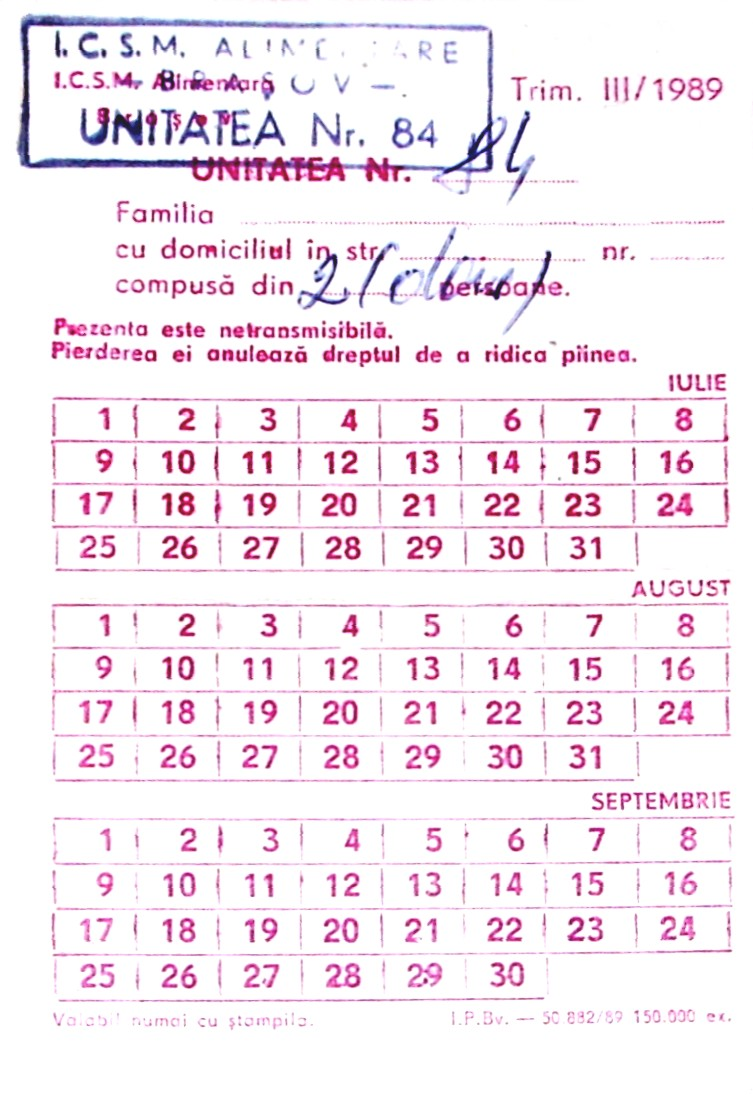
Cartelă pentru pâine, România, 1989